# Sonata per clavicembalo K. 30
La Sonata in sol minore K. 30 (L. 499), conosciuta anche come Fuga del gatto, è una sonata per clavicembalo di Domenico Scarlatti.
Concepita in un unico movimento (Moderato) e caratterizzata da un insolito intervallo di note nell'esposizione della fuga, essa fa parte degli Essercizi per gravicembalo, celebre raccolta di Scarlatti pubblicata a Londra nel 1738 dall'editore B. Fortier.

## Denominazione

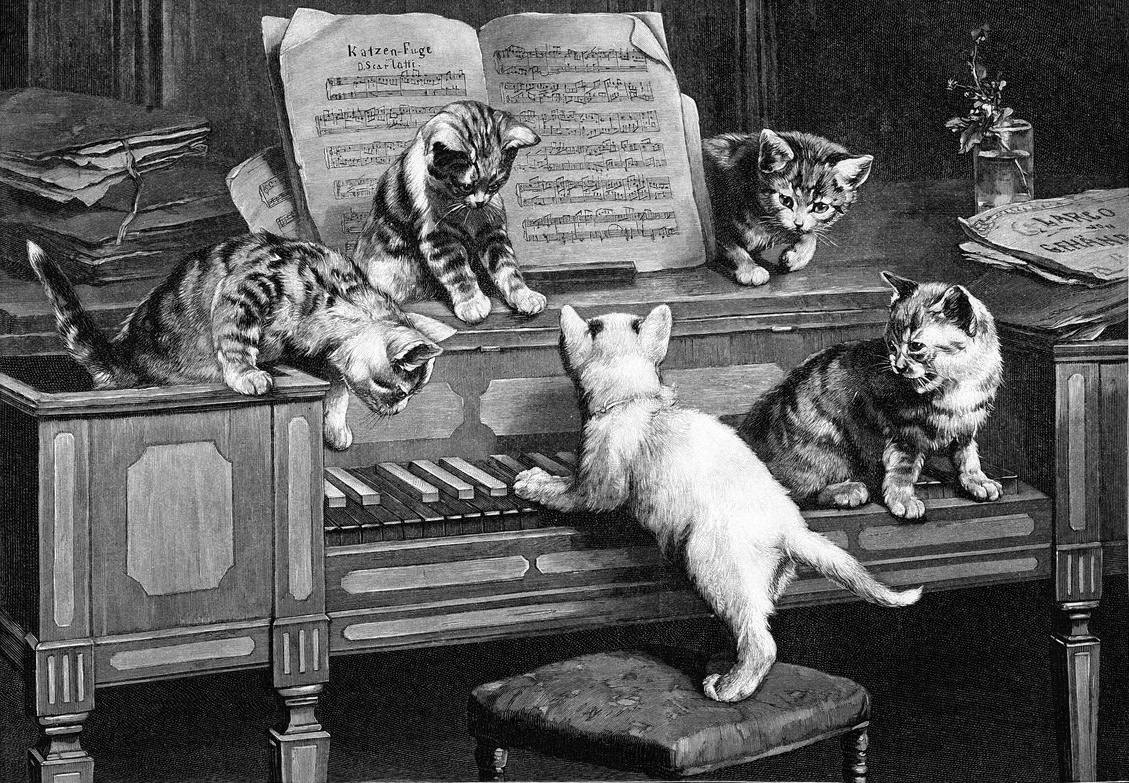
Carl Reichert, Katzenfuge (incisione, 1870)

La denominazione di questa sonata come Fuga del gatto in realtà non venne mai utilizzata da Domenico Scarlatti, ma risale a un aneddoto del XIX secolo. Si racconta infatti che il compositore avesse un gatto, il quale era solito camminare sulla tastiera del clavicembalo, sempre incuriosito dai suoni emessi dallo strumento. In una di queste occasioni Scarlatti avrebbe trascritto sul pentagramma una sequenza di note apparentemente dissonante e casuale udita durante una "sessione d'improvvisazione" del suo gatto, che evidentemente camminava sulla tastiera da sinistra verso destra, usandola come tema principale della sonata.
Questo nome, compare per la prima volta nel 1815 nel secondo volume della raccolta Selection of Practical Harmony di Muzio Clementi, e viene presentato come "La celebre fuga del gatto" (The Celebrated Cat's Fugue). e successivamente anche in una pubblicazione di W. H. Calcott (sul cui frontespizio compaiono quattro gatti su un pianoforte). La sonata venne utilizzata in numerosi programmi di concerti del XIX secolo da diversi editori, tra cui Muzio Clementi, Carl Czerny e Alessandro Longo.

## Diffusione, omaggi e arrangiamenti
Potrebbe essersi ispirato a questa fuga Georg Friedrich Händel nell'ideazione del soggetto del secondo movimento fugato del Concerto grosso Op. 6, n. 3 stampato nel 1739, caratterizzato da ampi e inconsueti intervalli, in questo caso discendenti anziché ascendenti.
Nel 1803 il teorico musicale e compositore ceco Antonín Reicha scrisse la nona delle sue 36 Fughe con il tema di Scarlatti.

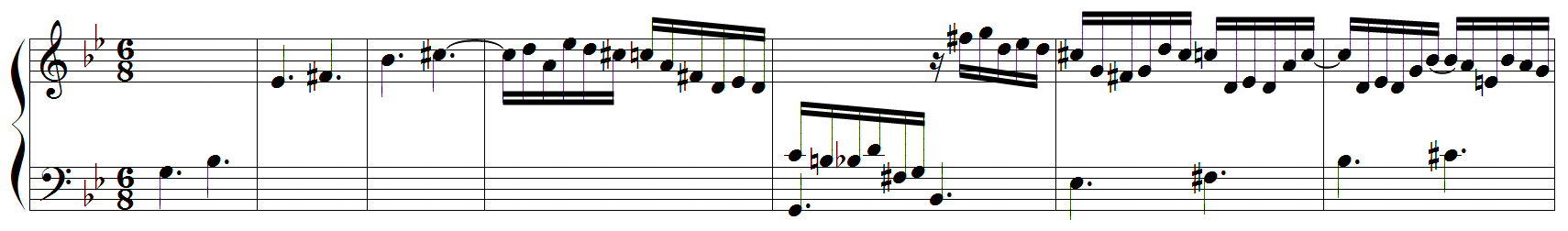
Antonín Reicha, Fuga n° 9 (inizio)

Hans von Bülow scrisse l'arrangiamento per l'esecuzione concertistica. La sonata divenne celebre fra i pianisti del XIX secolo. Franz Liszt, che conobbe il pezzo grazie alla collezione di manoscritti dell'abate Fortunato Santini, lo incluse nei suoi programmi di Berlino all'inizio degli anni 1840 con il soprannome Fuga del gatto (Katzen-Fuge), utilizzato poi anche da Ignaz Moscheles.